# Филдејл (Вирџинија)
Филдејл (енгл. Fieldale) насељено је место без административног статуса у америчкој савезној држави Вирџинија.

## Демографија
По попису из 2010. године број становника је 879, што је 50 (-5,4%) становника мање него 2000. године.
| Група             | 2000.       | 2010.       |
| Белци             | 894 (96,2%) | 810 (92,2%) |
| Афроамериканци    | 17 (1,8%)   | 48 (5,5%)   |
| Азијати           | 0 (0,0%)    | 1 (0,1%)    |
| Хиспаноамериканци | 10 (1,1%)   | 9 (1,0%)    |
| Укупно            | 929         | 879         |